# سیارک ۱۲۴۴۶
سیارک ۱۲۴۴۶ (به انگلیسی: 12446 Juliabryant، نامگذاری:1996PZ6) دوازده هزار و چهارصد و چهل و ششمین سیارک کشف شده‌است که در ۱۵ اوت ۱۹۹۶ کشف شد.
قدر مطلق سیارک برابر ۱۳.۵ است.